# Técnicas surrealistas
En el movimiento artístico del Surrealismo, los autores utilizaban una gran diversidad de técnicas que servían de inspiración para los artistas surrealistas.

## Aerografía.
Técnica pictórica que consiste en pulverizar pintura sobre una superficie con un aerógrafo.
El aerógrafo es un dispositivo neumático que genera un fino rocío de pintura, tinte o revestimiento protector de diámetros variados y que sirve para recubrir superficies generalmente pequeñas con fines artísticos o industriales, o realizar dibujos a mano alzada con fines modelisticos o artísticos.
Su eso es aplicable al mundo del arte plástico, ya sean lienzos u otros materiales, y al maquillaje, con pigmentos especiales.
También se puede aplicar a otros diferentes ámbitos:
- Decoración de vehículos.
- Personalización de objetos.
- Maquetas y figuras.
- Decoración textil.
- Pintura mural.
- Fotografía.

## Ahumado
El ahumado o fumage (en francés), es una técnica en donde las impresiones son hechas por humo, una vela o una lámpara de queroseno sobre el papel o lienzo.

## Automatismo
- Dibujo automático.
- Escritura automática.
- Pintura automática.
- Poesía automática es, probablemente, la técnica surrealista más importante desde el nacimiento del surrealismo hasta el día de hoy. Uno de los usos más extraños de la escritura automática fue dado por William Butler Yeats. Su esposa, una espiritista, la utilizaba, y Yeats la utilizó intensivamente en sus obras. Sin embargo, Yeats no fue un escritor surrealista.

Otro caso famoso es el del escritor checo Bohumil Hrabal, quién utilizó escritura automática en su famoso libro Yo que he servido al rey de Inglaterra. Un capítulo del libro está escrito como una sola oración, y al final del libro Hrabal hace uso de la escritura automática.

## Bulletismo
El bulletismo (Del inglés bullet-bala) es un proceso artístico consistente en disparar tinta a una hoja de papel blanco El resultado es un tipo de mancha de tinta. El artista puede luego crear imágenes a partir de lo que ve. Salvador Dalí le dio el nombre a esta técnica.

## Cadáver exquisito
Cadáver exquisito es una técnica por medio de la cual se ensamblan colectivamente un conjunto de palabras o imágenes; el resultado es conocido como un cadáver exquisito o cadavre exquis en francés. Es una técnica usada por los surrealistas en 1925, y se basa en un viejo juego de mesa llamado "consecuencias" en el cual los jugadores escribían por turno en una hoja de papel, la doblaban para cubrir parte de la escritura, y después la pasaban al siguiente jugador para otra colaboración. Artistas que han hecho esta tecnica son Max Morise, Joan Miró, Man Ray, Salvador Dalí, Paul Éluad, Marcel Duchamp, Jaques Prévert, Benjamin Péret, Yves Tanguy y Pierre Reverdy.

## Caída de un líquido en una superficie vertical
La caída de un líquido en una superficie vertical es, como su nombre lo indica, una técnica, inventada por los surrealistas de Rumania y, según ellos, una de las técnicas surautomáticas y una forma de escritura indescifrable , de crear imágenes arrastrando o permitiendo la caída de algún líquido en una superficie vertical.

## Caligrama
El caligrama es un poema, frase o palabra en la cual la tipografía, caligrafía o el texto manuscrito se arregla o configura de tal manera que cree una especie de imagen. La imagen creada por las palabras expresa visualmente lo que la o las palabras dicen.

## Collage
El collage es una técnica artística que consiste en ensamblar elementos diversos en un todo unificado. El término se aplica sobre todo a la pintura, pero por extensión se puede referir a cualquier otra manifestación artística, como la música, el cine, la literatura o el videoclip. Viene del francés coller, que significa pegar.

## Colunge
Un 'coulage (en español: Despilfarro o derroche), es un tipo de automatismo o escultura involuntaria hecho puramente de material líquido o fundido (como metal, cera o chocolate) en agua fría. A medida que el material se enfría la obra toma una forma aleatoria sujeta a las características del material empleado, lo que en ocasiones suele terminar en discos o esferas.
Esta técnica se suele utilizar en el proceso de clarividencia conocido como ceromancia.

## Cubomanía
La cubomanía es un método para crear collages utilizando una imagen cortada en pequeños cuadrados y ordenados al azar. Esta técnica fue utilizada por el artista surrealista rumano Gherasim Luca.

## Decalcomanía
La decalcomanía, es una técnica pictórica inventada por Óscar Domínguez que consiste en aplicar gouache negro sobre un papel, el cual se coloca encima de otra hoja sobre la que se ejerce una ligera presión, luego se despegan antes de que se sequen. Esta técnica fue intensamente utilizada por varios artistas, como Max Ernst.

## Dream résumé
El dream résumé o currículum del sueño es similar a un currículum vítae pero basado en logros, empleo, y cosas similares, durante el ensueño más que en la vigilia. Sin embargo, el dream résumé puede contener logros de ambos.

## Echo poem
Un echo poem o poema en eco es una técnica creada por Aurélien Dauguet en 1972 para escribir poemas. La técnica debe ser ejecutada por dos personas siguiendo estas instrucciones:
1. Dividir una hoja de papel en dos columnas.
2. Escribir la primera estrofa en la columna izquierda.
3. El opositor, responde a la primera estrofa escribiendo otra estrofa en la columna derecha con algo oportuno, incluso puede ser una onomatopeya.
4. Para un poema largo, la tercera estrofa responde a la segunda en la columna izquierda y así sucesivamente.
5. Cuando el poema esté completo el opositor de la última línea, frase u oración generalmente escribe el título.

## Escritura indescifrable
Como su nombre lo indica, la escritura indescifrable consiste en escribir de manera tal, que el lector no pueda descifrar el mensaje de la obra. Escritura indescifrable, en realidad, es un conjunto de técnicas automáticas creadas por surrealistas rumanos que luego fue renombrada como "surautomatism" o "surautomatismo".
Algunas de las técnicas que comprenden este conjunto de técnicas son la grafomanía entópica, ahumado y la caída de un líquido en una superficie vertical.

## Escultura involuntaria
El surrealismo describe como escultura involuntaria aquellas manipulaciones inconscientes de algo, como una piedra, desenrollar un ticket, doblar un clip, etc.

## Estrechamientos
El collage es visto como un método aditivo de poesía visual, mientras que los estrechamientos o étrécissements (en francés) son vistos como un método reductivo. Fue utilizado por primera vez por Marcel Mariën en los años 1950s. Los resultados se consiguen cortando, con tijeras o algún instrumento similar, partes de imágenes y acoplándolas en una nueva.

## Fotomontaje

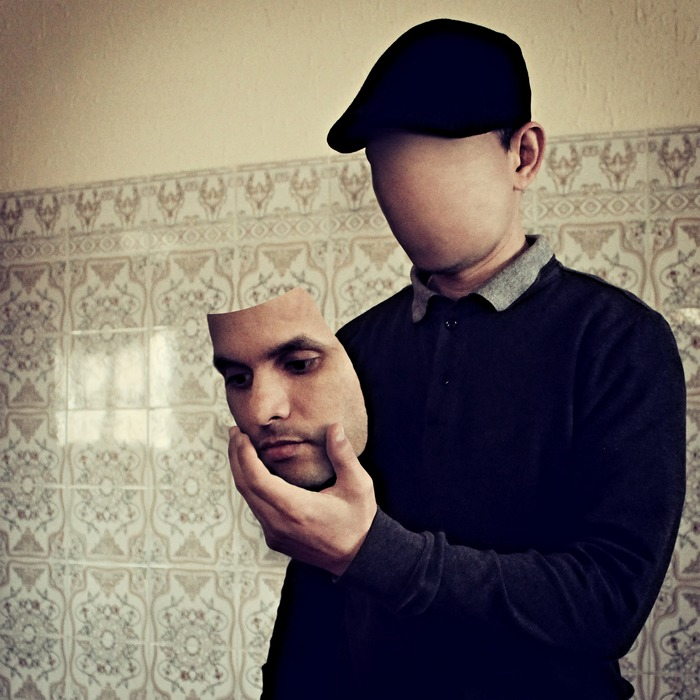
Fotomontaje

El fotomontaje es el proceso (y resultado) de hacer una ilustración compuesta de otras, se trata de una especie de collage. Esta composición puede realizarse mediante recortes de otras ilustraciones juntando un cierto número de ellas. En algunas ocasiones el compuesto de ilustraciones es fotografiado hasta que la imagen final es una simple fotografía. El fotógrafo inglés Henry Peach Robinson (1830–1901) es acreditado como el primero en realizar esta técnica del fotomontaje, lo hizo al poco de comenzar su carrera en 1857.

## Frotamiento
El frotamiento o frottage (en francés), es una técnica artística que consiste en frotar un lápiz sobre una hoja colocada sobre un objeto, consiguiendo una impresión de la forma y textura de ese objeto.

## Grafomanía entópica
La grafomanía entópica es una técnica automática surrealista de dibujo en donde se hacen puntos en las zonas de impurezas de un papel en blanco y luego se hacen líneas o curvas entre los puntos. Ithell Colquhoun calificó los resultados de esta técnica como "los más austeros de la geometría abstracta".

## Heatage
El heatage (del inglés: Heat Age; lit.: Edad caliente) fue una técnica desarrollada y empleada por David Hare en donde un negativo expuesto, pero suelta es calentada desde abajo, causando una emulsión distorsionando la imagen de manera aleatoria.

## Juegos
En el surrealismo, los juegos son importantes no solamente como una forma recreativa, sino también, como un método de investigación. La intención es eliminar las limitaciones del racionalismo y permitir conceptos para desarrollar libremente y maneras más aleatorias, aspirando así a romper con lo establecido y generar obras originales.

## Método paranoico-crítico
El método paranoico-crítico es una propuesta elaborada por el pintor surrealista Salvador Dalí. El aspecto que Dalí encontraba interesante en la paranoia era la habilidad que transmite ésta al cerebro para percibir enlaces entre objetos que racional o aparentemente no se hallan conectados.

## Mimeograma
Un mimeograma es tipo de arte automático hecho quitándole las hojas de repuesto a un [mimeógrafo].

## Outagrafía
Una outografía (del inglés: outagraphy) es una técnica que consiste en recortar los personajes en una fotografía. Esta técnica fue inventada por Ted Joans.

## Parsemage
Un parsemage (del francés: parse mage; en español: hecho por un mago) es una técnica surrealista y automática en las artes visuales creada por Ithell Colquhoun en la cual polvo de carbón vegetal o creta coloreada es dispersada en la superficie del agua y luego pasar un papel grueso o cartulina sobre la superficie del agua.

## Raspado
El raspado o grattage (en francés), es una técnica surrealista de pintura en donde se utiliza un papel, generalmente seco, para raspar el lienzo. Fue empleada por Max Ernst y Joan Miró.

## Salpicadura
Salpicadura o eclaboussure (en francés), es una técnica de decoración poco común, divertida y original, que sirve para dar texturas sobre una misma superficie.
Para aplicar esta técnica necesitas cepillos de diferentes grosores (pueden ser cepillos de dientes), pinceles o brochas.
Toma el cepillo que quieras utilizar y humedécelo con un poco de agua, retira el excedente de agua y mójalo de pintura. Ahora, ya puedes empezar a salpicar con un cartón o con tu dedo sobre la superficie elegida.
Para crear mas texturas puedes coger mas pintura o menos, humedecerlo mas o no y salpicando a diferentes distancias, ya que mientras más te acercas también aumenta el tamaño de las salpicaduras.
Fue muy utilizada por Remedios Varo.

## Soufflage
El soufflage o soplado es una técnica surrealista creada por Jimmy Ernst en donde una pintura líquida es aspirada para inspirar o revelar una imagen.

## Surautomatismo
El surautomatismo o surautomatism es una teoría o acto de llevar el automatismo hasta los límites más absurdos.

## Técnica de Recortes
La técnica cut-up o de recortes es un género o técnica literaria aleatoria en la cual un texto es recortado al azar y reordenado para crear un nuevo texto.

## Tivitografía
La tripografía (del inglés: Trip to graph; lit.: Viaje a la gráfica), es una técnica automática de fotografía a través de la cual un rollo de fotos es empleado tres veces (o por el mismo fotógrafo o, al estilo del cadáver exquisito, tres fotógrafos distintos) causando que la fotografía, expuesta tres veces, no llegue a tener un único y/o definido sujeto.